# Квашёнки
Квашёнки — село в Талдомском районе Московской области. Административный центр Квашёнковского сельского поселения. Население — 885 чел. (2010).

## География
Расположено вдоль шоссейной дороги (бывшего Кашинского тракта). Вместе с соседней деревней Смёнки растянулось на два километра вдоль дороги.
Согласно «Статистическому описанию Тверской губернии за 1888 год»: село Спас-Квашонки, прихода того же имени; на низком покатистом к реке Квашонке месте; речка проходит около села и протекает двумя его полями; во всех полях десятин 20 болота. Поля ровные, с небольшими скатами к реске. Почва подзолистая, подпочва — жёлтая глина.

## Название
Краевед В. Киселёв предположил, что название села возникло от процесса обработки шкур животных — квашения.

## История
Впервые упоминается в 1677 году как деревня Квашенки за боярином и дворецким и оружейничим Богданом Матвеевичем Хитрово.
В 1736 году в селе была построена первая деревянная церковь в честь Преображения Господня с приделом в честь Владимирской иконы Божией Матери. В её приходе находилось пять деревень.
В 1781 году село принадлежало княжне Клеопатре Михайловне Юсуповой.
В 1836 году в селе была построена каменная Преображенская церковь в стиле классицизма.
В 1859 году описано как помещичье село при речке Квашёнке, в котором имелась церковь, 4 двора и 18 жителей. Рядом с селом указана деревня Спасская-Квашёнки, принадлежащее майорше Прасковье Васильевне Щербачевой. В деревне имелось 33 двора и 290 жителей. В селе имелся постоялый двор, кузница для обслуживания проезжающих по Кашинскому тракту экипажей.
Согласно «Статистическому описанию Тверской губернии за 1888 год» в селе проживало 439 человек, по численности населения оно занимало четвёртое место из 53 сёл и деревень Талдомской волости.
Основным занятием жителей села было скорняжное производство. В Квашёнках имелись две скорняжные мастерские. Сырьё для работы покупалось жителями в Арзамасе, Казане, Москве, Петербурге, а готовые изделия (преимущественно воротники) сбывались в Москве, Ярославле, Нижнем Новгороде.
Во второй половине XIX века в Квашёнках имелось три трактира, четыре мелочные лавки, кузница, земское училище, правда местных в нём обучалось мало — всего 23 человека в возрасте от 8 до 14 лет. Из 210 взрослых мужчин грамоту знал только 61 человек, а из женщин и того меньше — 15.
В 1897 году в селе насчитывалось 492 жителя.
С 1920 года деревня Квашёнки стала центром образованной в 1918 году Ново-Семёновской волости Калязинского уезда Тверской губернии. 15 августа 1921 года Ново-Семёновская волость вместе с Ленинской волостью была передана в состав Московской губернии, где был образован Ленинский уезд с центром в Ленинске (Талдом).
В 20-е годы XX века скорняжное производство в Талдомском районе было одним из основных в СССР. Скорняки были объединены в одну артель, входящую в «Мостекстильшвейсоюз». Кроме четырёх больших мастерских в селе Квашёнки и деревне Смёнки, артель имела ещё 6 мастерских, расположенных в Сотском, Волкуше, Круглове, Озерском, Митяеве и Спас-Углу.
В 1931 года Квашёнковская артель скорняков перешла была преобразована в промколхоз «Штурм», в который кроме Квашёнок вошли Сменки, Желдыбино, Дулово и Некрасово. Незадолго до войны от промколхоза «Штурм» отпочковались чисто сельскохозяйственная артель и скорняжная артель «Меховщик». Кроме того, от промколхоза отделился колхоз, носивший имя М. Горького, а затем Суворова.
В 1934—1936 годах деревня была электрифицирована, путём подключения к торфяной Власовской электростанции.
В 1960 году на основе бывшего промколхоза «Штурм» и семи колхозов был организован молочно-картофелеводческий совхоз «Правда», включавший в себя 18 населённых пунктов.
В селе имелась школа, детский сад, столовая, клуб, три магазина, медпункт с аптекой, комплексный приёмный пункт бытового обслуживания с пунктом проката, телефонная станция.
В 1994—2006 годах Квашёнки были центром Квашёнковского сельского округа.

## Население
Изменение численности населения по данным переписей и ежегодных оценок:
| 1859 | 1888 | 1926 | 2002 | 2006 | 2010 |
| ---- | ---- | ---- | ---- | ---- | ---- |
| 308  | ↗439 | ↗529 | ↗832 | ↗971 | ↘885 |

## Достопримечательности
- Полуразрушенная каменная Преображенская церковь в стиле классицизма. Церковные службы проводятся[3].

## Образование
В настоящее время в селе функционирует одно отделение дошкольного образования и одна средняя общеобразовательная школа:
- МОУ Квашёнковская СОШ

- МДОУ Детский сад № 15 «Солнышко»[11]

## Известные люди
В начале XX века в селе жил, преподавал пение в местной школе и возглавлял церковный хор священник, святой Русской православной церкви Владимир Александрович Моринский.